# 生きとし生ける物へ
「生きとし生ける物へ」（いきとしいけるものへ）は、森山直太朗の5枚目のシングル。2004年3月17日発売。発売元はユニバーサルミュージック。

## 概要
生きとし生ける物とは、『古今和歌集』仮名序の「花に鳴く鶯 水にすむ蛙の声を聞けば 生きとし生けるもの いづれか歌を詠まざりける」という和歌が出典である。
前作同様生命力をテーマにしている。森羅万象を基盤とし制作された。MVで森山が雨に打たれているシーンがあるが、これも森羅万象の力強さを表現するためである。
MVで森山が満面の笑みを見せるシーンがあるが、撮影時どうしても笑うことができなかった森山を見かねた監督が、カメラ裏で下半身を露出させ森山を笑わせた。
後に本楽曲のミュージック・ビデオを収録したDVDシングルが発売。
ジャケットにはてんとう虫が起用されている。
“万物の代表として、どんなに小さくても光を浴びて輝かしく存在しているもの”を、森山がイメージした際に浮かんだものがてんとう虫だった。
当初、「今が人生」（「飛翔篇」表記なし）がシングルとして発売されることが発表されていたが発売中止になり本作が発売。

## 収録曲
全曲　作詞：森山直太朗、御徒町凧　作曲：森山直太朗　編曲：中村太知
1. 生きとし生ける物へ
フジテレビ系ドラマ「愛し君へ」主題歌
TBS系ドラマ「3年B組金八先生 第8シリーズ」挿入歌
2. 旅立ちの朝
3. 季節の窓で

## エピソード
- 2022年12月18日放送のM-1グランプリ2022敗者復活戦にて、ダンビラムーチョが「生きとし生ける物へ」をフルコーラス歌い上げるという漫才を披露した[4]。結果、18組中9位に終わるも、観客や視聴者に大いにインパクトを残し、同大会の公式YouTubeチャンネルに投稿されたネタ動画は1位のオズワルドのものに次ぐ再生数を記録した[5]。漫才が披露された翌日には、森山も自身のTwitterでこのネタについて言及し、「そっと観てみたけど面白すぎて悶絶している日暮れ時」と評価した[6]。